# Dendrobium stelliferum
Dendrobium stelliferum är en orkidéart som beskrevs av Johannes Jacobus Smith. Dendrobium stelliferum ingår i släktet Dendrobium, och familjen orkidéer. Inga underarter finns listade i Catalogue of Life.

## Bildgalleri

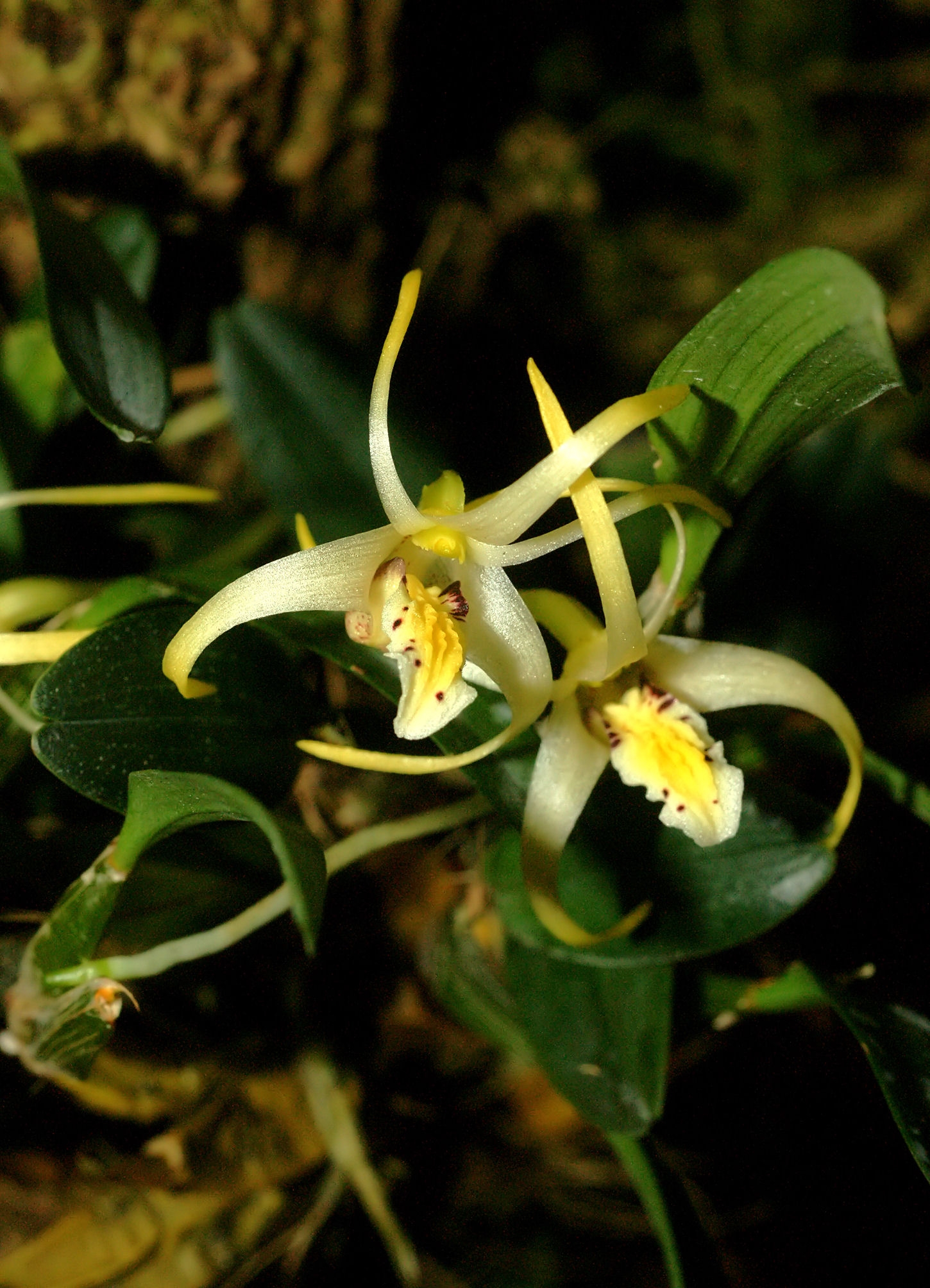
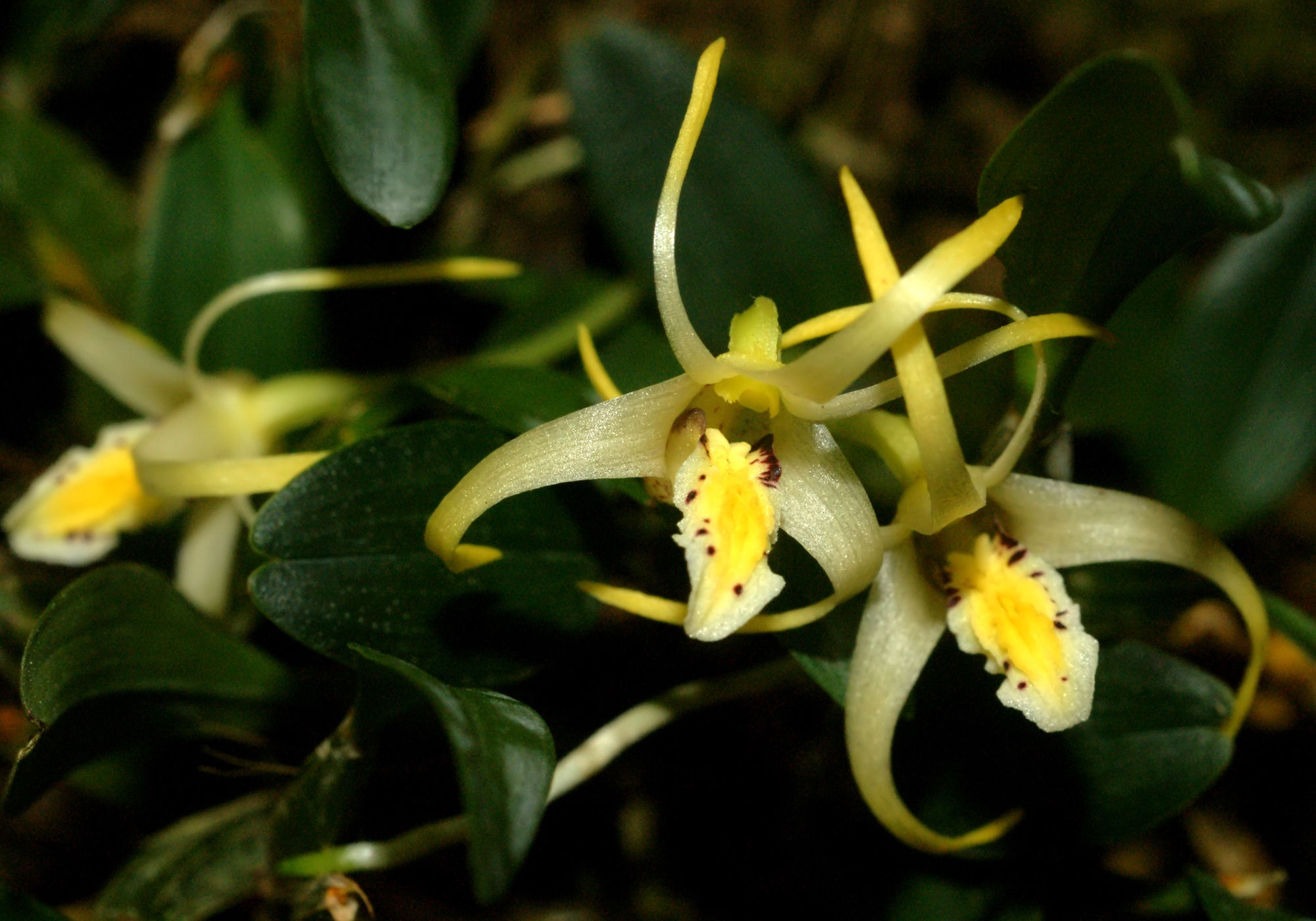